# دودورامسان
دودورامسان (به لاتین: Dodeuramsan) یک کوه در کره جنوبی است که در کره جنوبی واقع شده‌است. دودورامسان ۳۹۴ متر بالاتر از سطح دریا واقع شده‌است.